# 維也納條約 (1866年)
維也納條約是一項於1866年10月3日簽署並隨後於12日由意大利王國和奧地利帝國批准的協議，它結束了第三次意大利獨立戰爭和同时的发生的奧普戰爭的敵對行動。
該條約確認了8月12日《科爾蒙斯停戰協定》的條款，这使得威尼斯和弗留利的大部分地區移交給法蘭西帝國，法蘭西帝國在居民通過公民投票同意後將該地區交給了意大利。這代表了哈布斯堡王朝統治的倫巴第-威尼斯王國最终脱离其控制并入意大利，因為在1859年早些時候的蘇黎世條約中，倫巴第的一半被割讓給了撒丁王國。該條約迫使奧地利政府承認新意大利王國的主權。再加上普魯士擊敗奧地利，哈布斯堡君主国作為一個大國的衰落顯而易見。該條約還標誌著意大利统一运动迈出一大步，意大利崛起為歐洲第六大強國。 